# Melissa Morrison-Howard
Melissa Morrison-Howard, född den 9 juli 1971 i Mooresville, North Carolina är en amerikansk före detta friidrottare som tävlade i häcklöpning, 60 respektive 100 meter häck.
Morrison-Howards första internationella mästerskap var VM inomhus 1997 där hon slutade på femte plats på 60 meter häck med tiden 7,88. Samma år deltog hon vid utomhus-VM i Aten på 100 meter häck men blev då utslagen redan i kvalet. Under 1998 noterade hon sitt personliga rekord inomhus när hon sprang på 7,83.
Hon deltog vid Olympiska sommarspelen 2000 i Sydney och slutade på en tredje plats med tiden 12,76. Nästa internationella framgång hade hon vid VM inomhus 2003 i Birmingham då hon slutade trea på 60 meter häck. Hennes sista internationella mästerskap var Olympiska sommarspelen 2004 i Aten där hon i finalen noterade sitt personliga rekord 12,56. Detta till trots slutade hon återigen på en tredje plats.